# Biografielijst Dq

## Dq

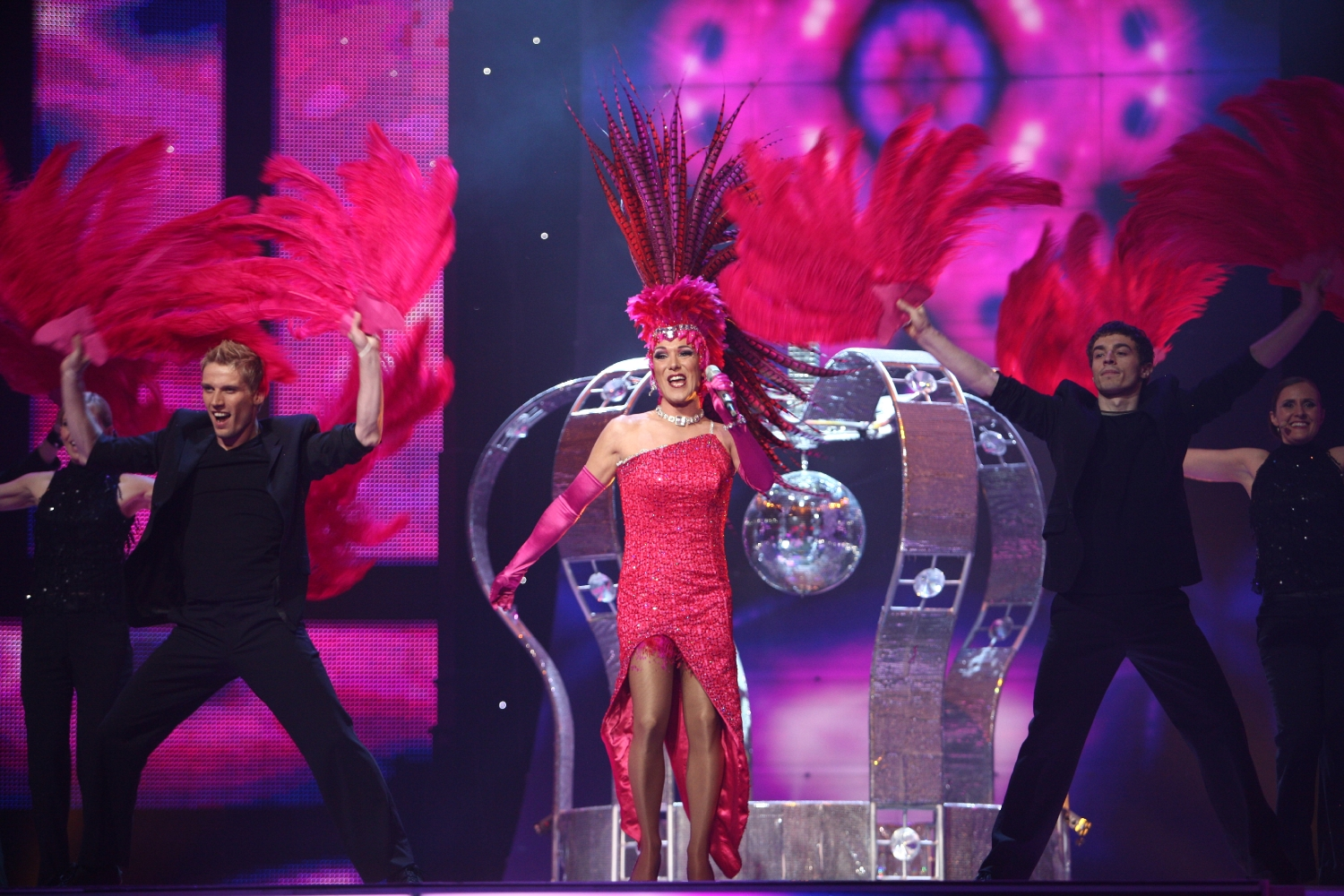
DQ (2007)

- DQ, pseudoniem van Peter Andersen, Deens travestiet en zanger